# John Oliver (comédien)
Pour les articles homonymes, voir John Oliver.
John Oliver, né le 23 avril 1977 à Birmingham (Angleterre), est un humoriste, scénariste, acteur, producteur et animateur de télévision britannique naturalisé américain.
Il se fait principalement connaître aux États-Unis pour son travail de faux correspondant dans l'émission satirique The Daily Show et pour le rôle du professeur Ian Duncan dans la sitcom Community. Depuis avril 2014, il présente son propre talk-show sur HBO, Last Week Tonight with John Oliver.

## Biographie

### Enfance et scolarité
John Oliver est né à Erdington, dans la banlieue de Birmingham, et fréquente la Mark Rutherford School à Bedford. Il est le fils de Carole, une professeure de musique, et de Jim Oliver, directeur d'école et travailleur social, tous deux originaires de Liverpool. Il est un fan invétéré du Liverpool FC. « Ma famille du côté maternel sont de Knotty Ash et du côté paternel de Wirral, alors être supporter de Liverpool n'a jamais vraiment été en option ». Il est le neveu du compositeur Stephen Oliver, et l'arrière-arrière-petit-fils de William Boyd Carpenter, évêque de Ripon et aumônier de la cour de la reine Victoria,.
Du milieu à la fin des années 1990, John Oliver est membre des Cambridge Footlights, une troupe de comédiens humoristes dirigée par les étudiants de l'université de Cambridge, comptant notamment David Mitchell et Richard Ayoade. En 1997, il est vice-président de la troupe. En 1998, il est diplômé du Christ's College, de l'université de Cambridge, où il étudie l'anglais.

## Carrière

### Stand-up

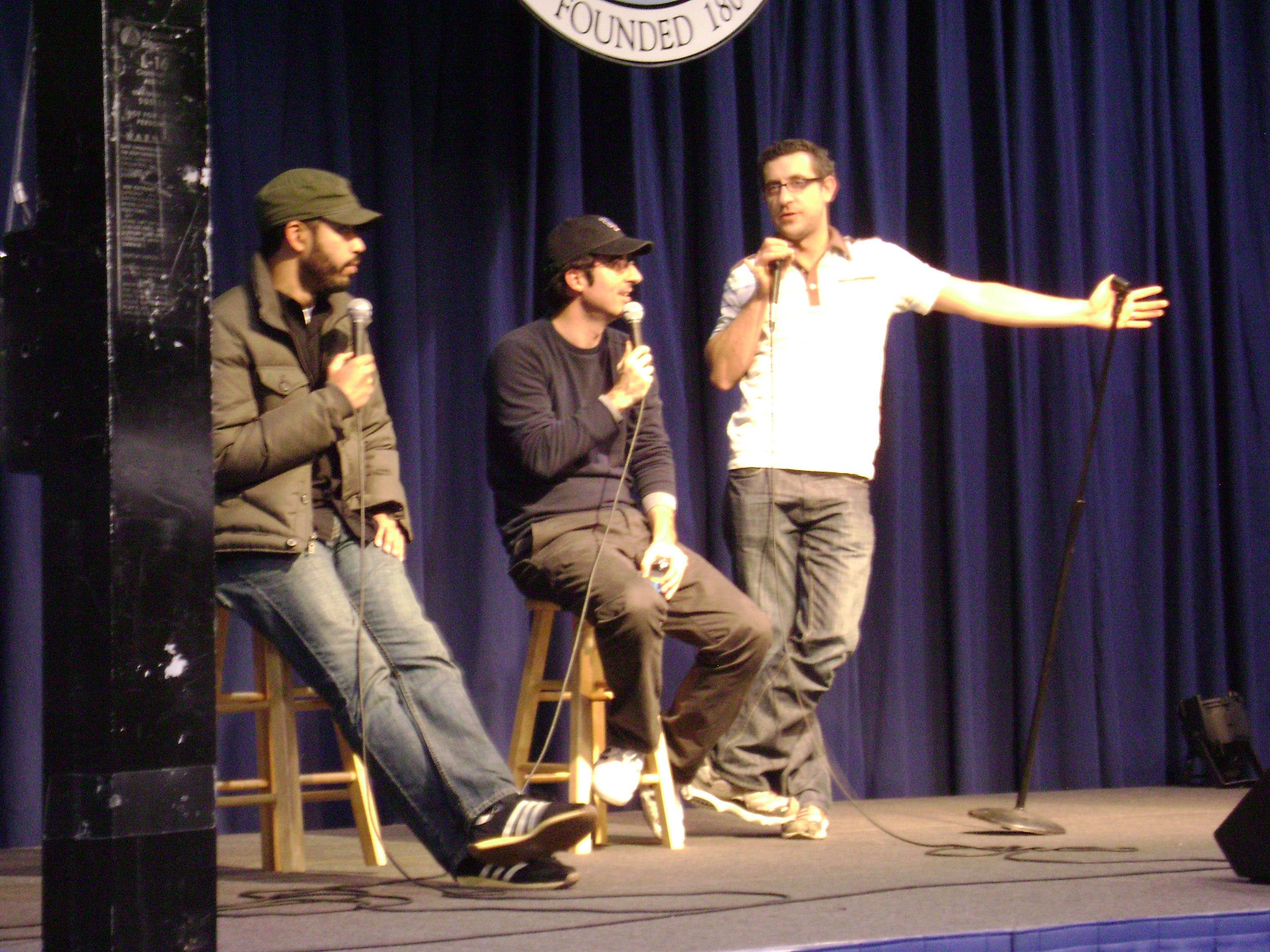
Wyatt Cenac, John Oliver et Rory Albanese à la suite d'une performance au Moravian College à Bethlehem (Pennsylvanie) en avril 2009.

La première apparition de John Oliver a lieu au Edinburgh Festival Fringe (Écosse) en 2001 dans The Comedy Zone, un show-case de deuxième partie de soirée présentant de nouveaux talents, où il tient le rôle d'un "journaliste oléagineux." Il exécute ces premiers one-man-show en 2002 et revient en 2003. En 2004 et 2005, il collabore avec Andy Zaltzman, un humoriste et auteur britannique, pour présenter en duo une émission de radio, appelée Political Animal, lors de laquelle différents comédiens de stand-up réalisent des sketchs sur le thème de la politique. Après avoir déménagé à New York pour The Daily Show, Oliver commence le stand-up dans de petits clubs de la ville, et finira tête d'affiche des plus grandes salles. Son premier spectacle à succès, intitulé John Oliver: Terrifying Times, débute au Comedy Central en 2008 et paraitra plus tard en DVD. Depuis 2010, Oliver a présenté quatre saisons du John Oliver's New York Stand-Up Show.
Edward Helmore dira de lui dans Le Guardian: « Son style tend vers ce que les Américains préfèrent chez les Anglais – exagéré, plein d'accents bizarres et de maniérisme, dans la veine des Monty Python ». Oliver utilise la culture britannique comme thème de prédilection de son humour, ; il décrit son propre accent comme « hybride ».

### Mock the Week
Avant de rejoindre Le Daily Show, Oliver fait quelques apparitions à la télévision britannique comme panéliste, dans le journal télévisé satirique Mock the Week. Il en est un invité récurrent au cours des deux premières saisons en 2005 et 2006, se produisant de 7 des 11 épisodes.

### The Daily Show with Jon Stewart

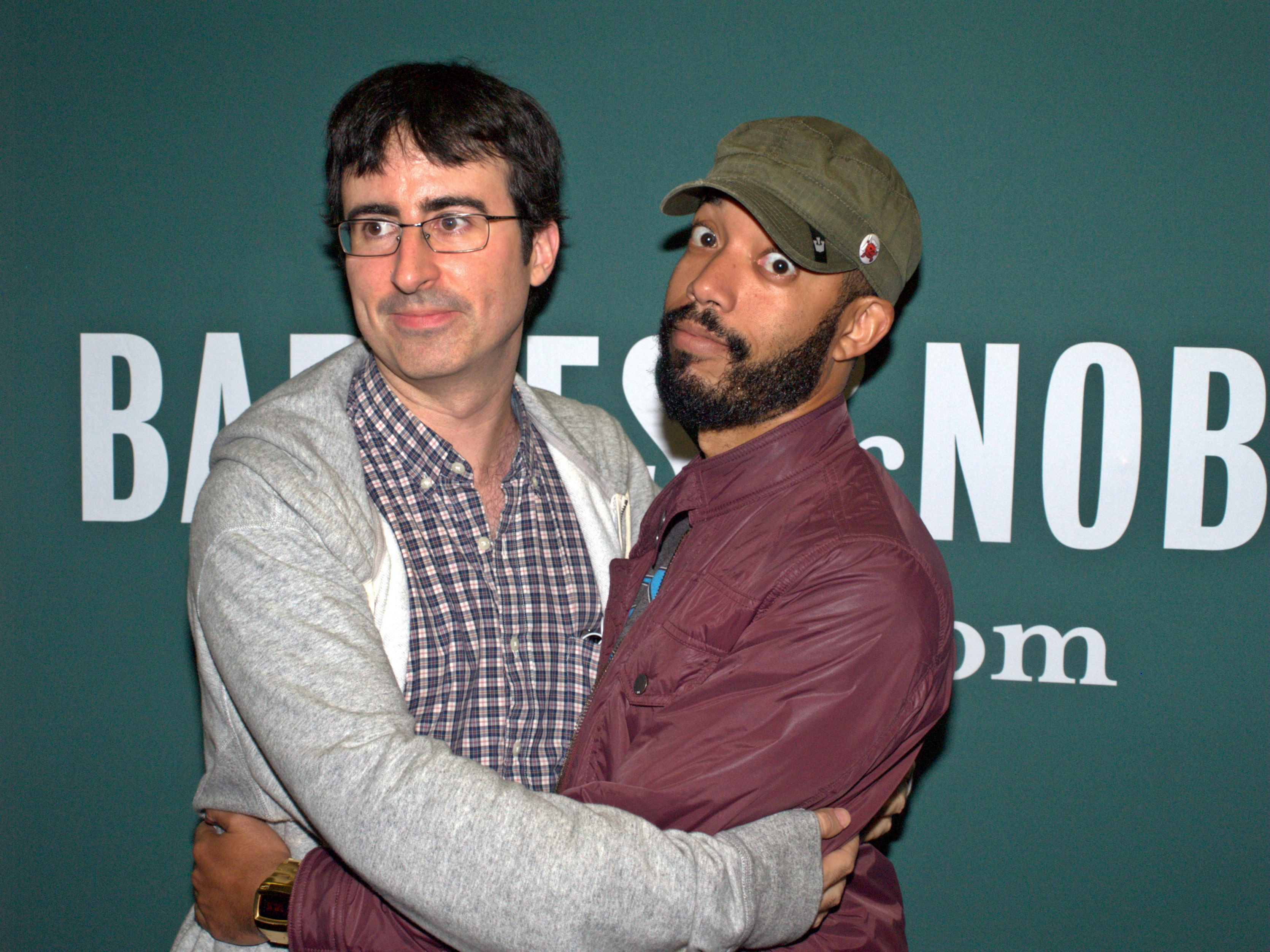
Oliver et Wyatt Cenac au lancement de Earth.

Il rejoint l'équipe du The Daily Show with Jon Stewart en 2006 où il participe à l'écriture du scénario et interprète le rôle d'un faux correspondant journalistique offrant un regard décalé sur l'information et parodiant les chaînes d'informations américaines. Il passe le casting sur recommandation de Ricky Gervais bien qu'ils ne se soient jamais rencontrés, et obtient la réponse positive deux semaines plus tard. Il prend l'avion de Londres pour New York un dimanche, et se retrouve à l'antenne le lendemain. En tant que scénariste, il remporte trois Primetime Emmy Awards du meilleur scénario avec l'équipe du The Daily Show.
Au cours de l'été 2013, pendant l'absence de Jon Stewart, occupé au Moyen-Orient pour sa première réalisation de Rosewater, Oliver remplace l'hôte de l'émission pendant huit semaines. Sa prestation est bien accueillie par la critique et le public,,et ceux-ci suggèrent alors qu'Oliver ferait un bon candidat pour succéder à Stewart en tant qu'hôte du Daily Show, ou devrait en présenter un lui-même,,. CBS débat de la possibilité qu'Oliver remplace Craig Ferguson dans The Late Late Show. Finalement, trois mois après son remplacement de Stewart dans le Daily Show, HBO annonce qu'il présentera son propre late-night show dès la rentrée 2014.

### Last Week Tonight
À partir de 2014, il quitte finalement le Daily Show pour animer son propre late-night show, intitulé Last Week Tonight with John Oliver et diffusé sur HBO. L'émission remporte immédiatement de très bonnes critiques pour son traitement à la fois humoristique mais plus approfondi d'un sujet d'actualité que les autres émissions comme le Daily Show ou le Colbert Report de Comedy Central,. Lorsque Jon Stewart annonce son intention de quitter la télévision en 2015, Oliver est approché pour le remplacer, mais il refuse pour poursuivre Last Week Tonight,. En février 2015, son contrat de deux ans avec HBO est reconduit jusqu'en 2017. En septembre 2017, son contrat est encore une fois renouvelé pour 3 autres années jusqu'en 2020.

### Télévision
En 2009, il intègre le casting de la sitcom Community, refusant d'y avoir un rôle principal car il ne voulait pas quitter le Daily Show.

## Filmographie

### Scénariste
- 2000 : Movie Babylon[36]
- 2000 : Embrasse le poney (1 épisode)[37]
- 2004 : 2004: The Stupid Version (en)
- 2005 : The Late Edition (en) (1 épisode)
- 2007–2014 : The Daily Show
- 2008 : John Oliver: Terrifying Times
- 2010 : Rally to Restore Sanity and/or Fear
- 2010-2012 : John Oliver's New York Stand-Up Show (en) (5 épisodes)
- 2012 : Decline of the American Empire
- 2014– : Last Week Tonight with John Oliver

### Acteur

#### Télévision
- 1985 : Bleak House (en) : Felix Pardiggle
- 2001 : My Hero : l'homme de la BBC
- 2001 : People Like Us : Le directeur de la banque
- 2004 : Green Wing : le vendeur de voitures
- 2007–2013 : The Daily Show : lui-même (faux-correspondant et hôte en 2013)
- 2009 : Important Things with Demetri Martin (en) : le roi, le prince et William Shakespeare (2 épisodes)
- 2009–2015 : Community : le professeur Ian Duncan
- 2012 : Souvenirs de Gravity Falls (Gravity Falls) : Sherlock Holmes (1 épisode)
- 2012 : Randy Cunningham: 9th Grade Ninja : le coach vert (1 épisode)
- 2013 : Rick et Morty (saison 1, épisode 3, Anatomy Park) : Dr Xenon Bloom
- 2014 : Last Week Tonight with John Oliver : lui-même (hôte)
- 2014 : Les Simpson : Wilkes Booth John (1 épisode)
- 2014 : Robot Chicken : Serpentor
- 2016 : Dare Dare Motus : Dr Augustus P. Crumhorn IV

#### Cinéma
- 2008 : Love Gourou : Dick Pants
- 2011 : Moves: The Rise and Rise of the New Pornographers : le responsable de la manifestation, Kevin Corrigan
- 2011 : Les Schtroumpfs (The Smurfs) : Schtroumpf coquet
- 2013 : Les Schtroumpfs 2 (The Smurfs 2) : Schtroumpf coquet
- 2013 : Les Schtroumpfs : La légende du Cavalier sans tête (The Smurfs: The Legend of Smurfy Hollow) : Schtroumpf coquet
- 2019 : Le Parc des merveilles (Wonder Park) de Dylan Brown : Steve (voix originale)
- 2019 : Le Roi lion (The Lion King) de Jon Favreau : Zazu (voix originale)

### Producteur
- 2008 : John Oliver: Terrifying Times
- 2010–2011 : John Oliver's New York Stand-Up Show (en) (3 épisodes)
- 2014– : Last Week Tonight with John Oliver

## Vie privée
John Oliver est l'époux de Kate Norley, ancienne médecin militaire ayant combattu en Irak, qu'il rencontre en 2008 lors de la Convention nationale républicaine, événement couvert par les équipes du Daily Show. Oliver la demande en mariage en 2010 et le couple se marie l'année suivante. Norley donne naissance à deux enfants : Hudson, en 2015, et un second en 2018. Oliver porte régulièrement à sa veste un insigne de la 1re division de cavalerie, dans laquelle Norley était affectée.